# Kœnigsmacker
Kœnigsmacker é uma comuna francesa na região administrativa do Grande Leste, no departamento de Mosela. Estende-se por uma área de 18.4 km², e possui 2.251 habitantes, segundo o censo de 2018, com uma densidade de 120 hab/km².